# Piotr Gładki

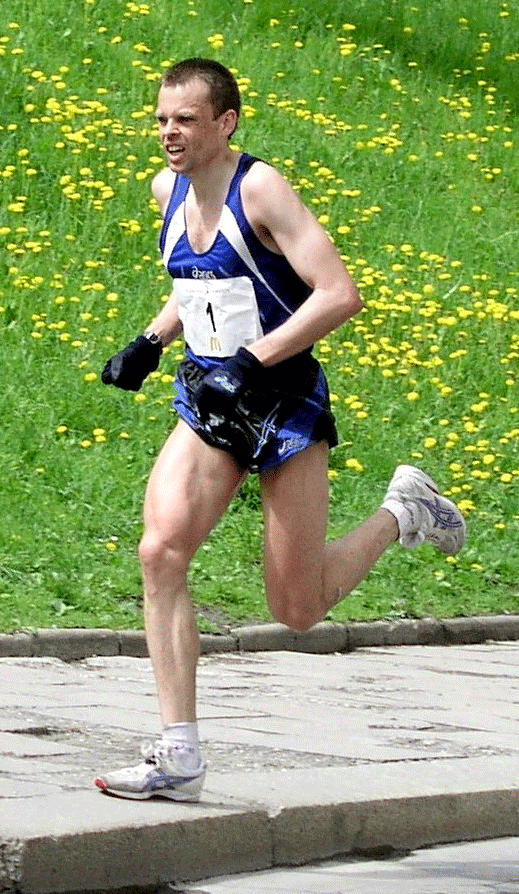
Piotr Gładki beim Krakau-Marathon 2005

Piotr Gładki (* 8. Februar 1972 in Danzig; † 27. Mai 2005 in Wyczechowo, Powiat Kartuski) war ein polnischer Langstreckenläufer.

## Leben
1987 begann er seine sportliche Laufbahn beim Danziger Sportverein Lechia Gdańsk. 1997 wurde er in der Halle polnischer Meister über 3000 m, und 1998 sowie 1999 wurde er polnischer Meister über 5000 m.
Im Jahr 2000 stellte er als Vierte beim City – Pier – City Loop mit  1:01:35 h einen polnischen Rekord im Halbmarathon auf und gewann bei seinem Debüt über die 42,195-km-Strecke in 2:11:05 h den Hamburg-Marathon. Er qualifizierte sich damit für den Marathon der Olympischen Spiele in Sydney, bei dem er jedoch nicht das Ziel erreichte.
2002 wurde er Achter beim City – Pier – City Loop sowie Fünfter beim Hamburg-Marathon und kam beim Marathon der Leichtathletik-Europameisterschaften in München auf den 17. Platz. 2004 wurde er Achter beim Vienna City Marathon. Sein letzter großer Erfolg war der Sieg beim Krakau-Marathon am 7. Mai 2005. 
Am 27. Mai 2005 kam er bei einem Verkehrsunfall in der Kaschubei ums Leben, als er auf der Fahrt zu einem Wettkampf bei einem Überholmanöver eines anderen Autofahrers von der Fahrbahn abkam.
Piotr Gładki war 1,80 m groß und wog 61 kg. Er begann seine sportliche Laufbahn beim Danziger Sportverein Lechia Gdańsk und wechselte 2002 zum westpommerschen Club Sporting Międzyzdroje.

## Persönliche Bestleistungen
- 3000 m: 7:57,07 min, 8. Juni 2001, Posen
- 5000 m: 13:36,50 min, 29. Mai 1994, Arnsberg-Hüsten
- 10.000 m: 28:38,41 min, 8. Juni 1998, Prag
- Halbmarathon: 1:01:35 h, 25. März 2000, Den Haag
- Marathon: 2:11:06 h, 16. April 2000, Hamburg